# バンディード
バンディード（Bandido, 1995年4月17日 - ）は、メキシコのコアウイラ州トレオン出身のプロレスラー。AEW所属。

## 獲得タイトル
ボディゾイ・レスリング
- ボディゾイ王座：1回

ザ・クラッシュ・ルチャリブレ
- ザ・クラッシュ・クルーザー級王座：1回
- ザ・クラッシュ・ヘビー級王座：1回
- ザ・クラッシュ・タッグチーム王座

w / フラミータ
DDTプロレスリング
- アイアンマンヘビーメタル級王座：1回

ジェネレーションXXI

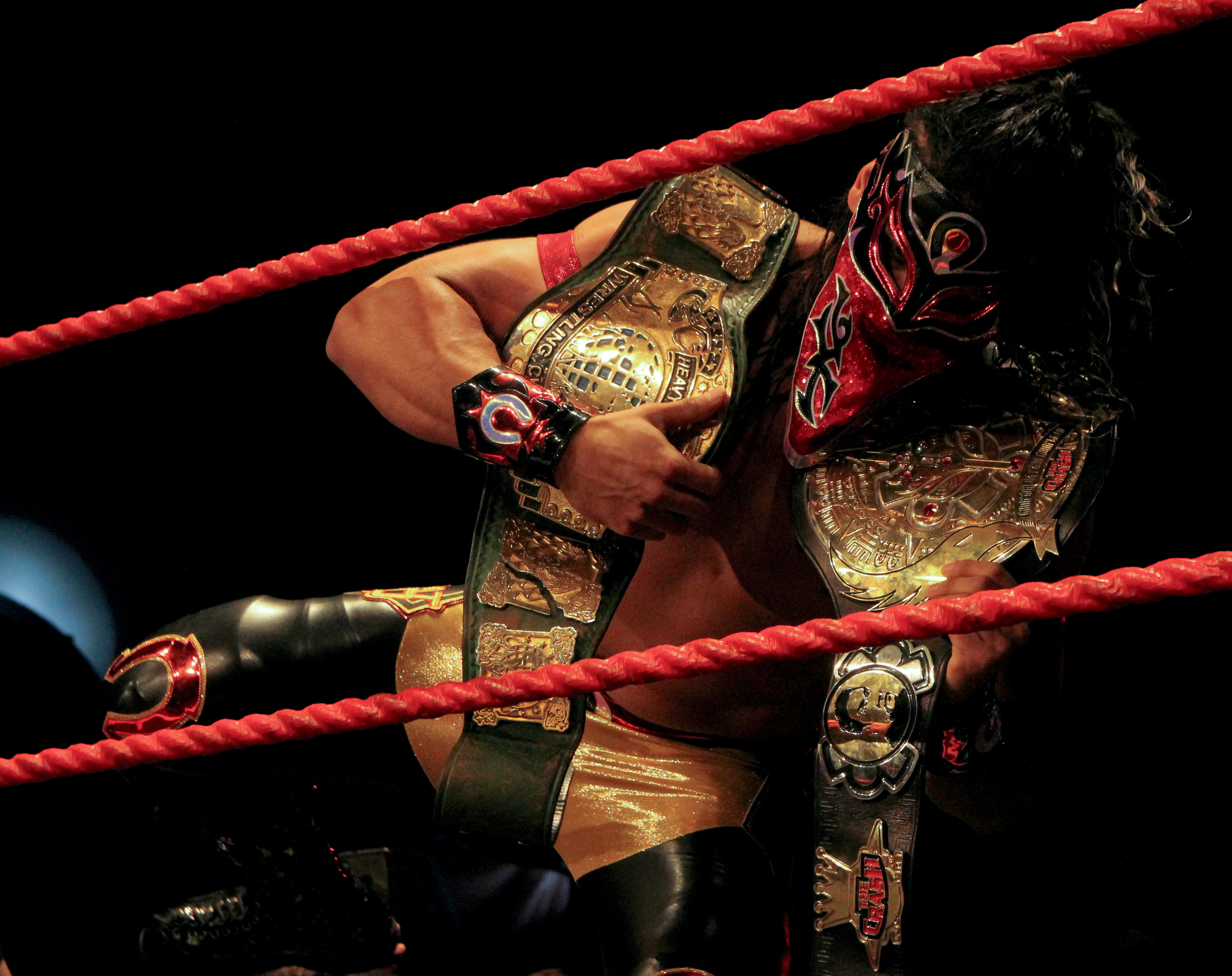
2020年、PWG世界王座とザ・クラッシュ・ヘビー級王座の二冠を達成

- トルネオ・グラン・オルタナティーバ優勝：1回（2017年）

w / ラレド・キッド
ルチャリブレ・エリート
- エリート・ウェルター級王座：1回

PWG
- PWG世界王座：1回
- バトル・オブ・ロサンゼルス優勝：1回（2019年）

プログレス・レスリング
- プログレス・タッグチーム王座

w / フラミータ
ROH
- ROH世界王座：2回
- ROH世界6人タッグチーム王座：1回

w / フラミータ、レイ・ホルス
WWA
- WWA世界ウェルター級王座：1回

プロレスリング・イラストレーテッド
- 現役プロレスラーTop500：31位（2022年）

ESPN
- 30歳未満の現役プロレスラーTop30：18位（2023年）